# Christoph Bredemeier
Johann Christoph Bredemeier (* 25. August 1797 in Escher; † 10. September 1852 ebenda) war ein deutscher Bürgermeister und Mitglied der kurhessischen Ständeversammlung.

## Leben
Christoph Bredemeier wurde als Sohn des Johann Christopher Bredemeiner und dessen Ehefrau Sophie Louise Reehse geboren, war in seinem Heimatort als Landwirt tätig und wurde Bürgermeister des Ortes.
Von den Schaumburger Bauern erhielt er 1836 ein Mandat für die kurhessische Ständeversammlung; die Wahl fand allerdings keine Bestätigung.
In den Jahren von 1838 bis 1839 und von 1845 bis 1848 saß er für die schaumburgischen Bauern in dem Parlament, das nach den Unruhen im Jahre 1831 zum Zweck der Beratung und Verabschiedung einer Verfassung gebildet wurde und bis 1866 Bestand hatte, als das Land Hessen durch Preußen annektiert wurde.
Sein jüngerer Bruder Friedrich Wilhelm (1807–1888) folgte ihm im Amt des Bürgermeisters und war Abgeordneter des Kommunallandtages Kassel.